# Dmitrii Bahov
Dmitrii Bahov (ur. 23 października 1990 w Kiszyniowie) – mołdawski siatkarz, grający na pozycji przyjmującego, reprezentant Mołdawii.

## Sukcesy klubowe
Mistrzostwo Bułgarii:
- 2012, 2013[4]

Puchar Bułgarii:
- 2013

Puchar Rumunii:
- 2014

Mistrzostwo Rumunii:
- 2014

Mistrzostwo Francji:
- 2016
- 2015

## Nagrody indywidualne
- 2012: MVP w finale o Mistrzostwo Bułgarii